# Manuel Fernando Vásquez de Novoa y López de Artigas
Manuel Fernando Vásquez de Novoa y López de Artigas (* 1783 in Concepción; † 1855 in Santiago de Chile) war ein chilenischer Politiker.
Von ihm sind kaum Daten überliefert. Bekannt ist lediglich, dass er vom 29. März 1823 bis zum 5. April 1823 nach dem Sturz von Bernardo O’Higgins die Funktion des chilenischen Staatsoberhauptes eingenommen hat. Vásquez bildete gemeinsam mit Juan Egaña Risco und Manuel Antonio González Valenzuela den Bevollmächtigten Kongress (Congreso Plenipotenciario), der allerdings nach wenigen Tagen vom eigentlichen Machthaber Ramón Freire y Serrano wieder abgelöst wurde, als dieser sich zum Director Supremo von Chile erklärte.
Siehe auch: Geschichte Chiles.